# Cis contendens
Cis contendens es una especie de coleóptero de la familia Ciidae.

## Distribución geográfica
Habita en Sri Lanka.